# Штефан Світек
Штефан Світек (чеськ. Štefan Svitek; нар. 23 січня 1960, Подбрезова, Банськобистрицький край, Чехословаччина — 8 червня 1989 року, Братислава, Чехословаччина) — чехословацький рецидивіст, який 30 жовтня 1987 року вкрай жорстоким способом вбив свою вагітну дружину і двох дочок. За цей злочин був засуджений до смертної кари. Став останнім страченим на території Чехословаччини (включаючи період після розділу країни).